# Audio Secrecy
Audio Secrecy − trzeci album studyjny amerykańskiej grupy muzycznej Stone Sour. Album został wydany 7 września 2010 roku. Pierwszy oficjalny singel "Say You'll Haunt Me", jednak został opublikowany w dniu 6 lipca 2010 roku. Płyta zadebiutowała na 6. miejscu listy Billboard 200 w Stanach Zjednoczonych sprzedając się w przeciągu tygodnia od dnia premiery w nakładzie 46 000 egzemplarzy.

## Lista utworów
1. "Audio Secrecy" (Instrumental) - 1:43
2. "Mission Statement" - 3:50
3. "Digital (Did You Tell)" - 4:00
4. "Say You'll Haunt Me" - 4:24
5. "Dying" - 3:01
6. "Let's Be Honest" - 3:44
7. "Unfinished" - 3:10
8. "Hesitate" - 4:16
9. "Nylon 6/6" - 3:40
10. "Miracles" - 4:07
11. "Pieces" - 4:30
12. "The Bitter End" - 3:33
13. "Imperfect" - 4:22
14. "Threadbare" - 5:44

## Twórcy
Źródło.
| - Corey Taylor - wokal prowadzący, gitara, pianino - James Root - gitara prowadząca, keyboard, wokal wspierający - Josh Rand - gitara rytmiczna - Shawn Economaki - gitara basowa - Roy Mayorga - perkusja - Nick Raskulinecz - produkcja muzyczna, inżynieria dźwięku - Ted Jensen - mastering - Chris Lord-Alge - miksowanie - Randy Staub - miksowanie | - Zach Blackstone - asystent - Paul Fig - inżynieria dźwięku - Nathan Yarborough - asystent inżyniera dźwięku - Monte Conner - A&R - Pete Ganbarg - A&R - Steve Blacke - aranżacje smyczków - John Nicholson - obsługa techniczna perkusji - P.R. Brown - kierownictwo artystyczne, dizajn, zdjęcia |